# Chariobas
Chariobas es un género de arañas cazadoras de hormigas del orden Araneae. Fue descrito por Eugène Simon en 1893.

## Especies
- C. armatissimus Caporiacco, 1947
- C. cylindraceus Simon, 1893
- C. lineatus Pocock, 1900
- C. mamillatus Strand, 1909
- C. navigator Strand, 1909